# مارتين كابريرا
مارتين كابريرا (بالإسبانية: Martín Cabrera)‏ (8 أغسطس 1979 في الأرجنتين - ) هو لاعب كرة قدم أرجنتيني في مركز جناح. لعب مع أتلتيكو باتروناتو وأرجنتينوس جونيورز وأوليمبو وكيلمس وComisión de Actividades Infantiles ‏ وتاليريس كوردوبا وديبورتيفو مورون ‏ وSportivo y Biblioteca Atenas de Río Cuarto ‏ وEstudiantes de Río Cuarto ‏ ونادي أتليتيكو ألدوسيفي.

## وصلات خارجية
- مارتين كابريرا على موقع قاعدة بيانات كرة القدم.إي يو (الإنجليزية)